# بلاو
بلاو هي قرية في مقاطعة سردشت، إيران. يقدر عدد سكانها بـ 61 نسمة بحسب إحصاء 2016.